# بن هارداوی
بن هارداوی (انگلیسی: Ben Hardaway؛ ۲۱ مهٔ ۱۸۹۵ – ۵ فوریهٔ ۱۹۵۷) یک پویانما اهل ایالات متحده آمریکا بود.